# Juan Diego
Juan Diego är en ort i Mexiko.   Den ligger i kommunen Santa María Colotepec och delstaten Oaxaca, i den sydöstra delen av landet, 500 km sydost om huvudstaden Mexico City. Juan Diego ligger 86 meter över havet och antalet invånare är 537.
Terrängen runt Juan Diego är kuperad norrut, men söderut är den platt. Havet är nära Juan Diego åt sydväst. Runt Juan Diego är det ganska glesbefolkat, med 45 invånare per kvadratkilometer. Närmaste större samhälle är Brisas de Zicatela, 14,2 km väster om Juan Diego. Omgivningarna runt Juan Diego är en mosaik av jordbruksmark och naturlig växtlighet.